# Фонд Марио Мерца
 Фонд Марио Мерца (итал. Fondazione Merz di Torino) — художественный фонд и музей в итальянском городе Турин (область Пьемонт), основанный в 2005 году; галерея разместилась в комплексе промышленных зданий, построенных в 1930-х годах и принадлежащих муниципалитету — в помещениях бывшей теплоэлектростанции «Officine Lancia»; общая площадь составляет 3200 м², из которых 1400 предназначены для выставок; управляет архивом Марио Мерца (1000 единиц хранения) и специализированной библиотекой в 4000 томов; проводит временные выставки произведений современного искусства.

## История и описание
Фонд Мерц был создан в 2005 году — он стал управлять центром современного искусства, проводившим выставки и образовательных мероприятий, а также — исследовательскую работу. Первым главой фонда и музея стала Беатрис Мерц. Фонд пытается чередовать выставки, посвященные творчеству Марио и Марисы Мерц, с мероприятиями, ориентированными на представление итальянских и зарубежных художников; проводи временные выставки начинающих авторов. Одним из мероприятий фонда является ежегодный фестиваль изобразительного искусства и музыки «Meteorite in Giardino».
Отдел образования Фонда Мерц стремится способствовать распространению знаний о современном искусстве, разрабатывая и проводя образовательные мероприятия и учебные курсы для различных групп населения: от классических экскурсий с гидом до углубленных семинаров для студентов и преподавателей. Библиотека, относящаяся к фонду, специализируется на истории и критике современного и актуального искусства; она включает в себя и архив Марио Мерца, который собирает документацию, касающуюся работы художника. В 2013 году фондом была учреждена премия имени Марио Мерца: каждые два года она вручается «выдающимся личностям» в области искусства и современной музыки Италии и Швейцарии.
Зданием фонда является помещение бывшей теплоэлектростанции «Officine Lancia», являющееся ярким примером промышленной архитектуры 1930-х годов и принадлежащее городу. Проект реконструкции и восстановления бывшего промышленного помещения был поддержан как частными, так и государственными фондами (включая, муниципалитет Турина и власти региона Пьемонт).